# Institut suisse des sciences noétiques
L'Institut suisse des sciences noétiques (Istituto Svizzero di Scienze Noetiche) o ISSNOE è una fondazione riconosciuta di pubblica utilità dedicata allo studio scientifico e comparativo sugli stati alterati di coscienza non ordinari (ASC), alla decodifica analitica delle esperienze ai confini della morte — near-death-experience (NDE) — in aggiunto alla decifratura contestuale delle percezioni extrasensoriali (ESP) e dei fenomeni di esperienze extracorporee o out-of-body experience (OBE).

## Riassunto storico

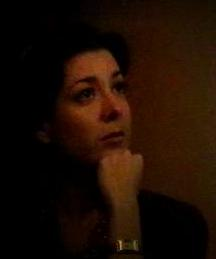
Sylvie Dethiollaz, Dottore in Biologia Molecolare, Presidente dell'Istituto Svizzero di Scienze Noetiche — ISSNOE — Noêsis.

### Origini
La struttura originaria è nata dalla fusione tra l'associazione Noêsis, creata nel 1999 da Sylvie Dethiollaz, e la Fondazione Odier di Psicofisica, fondata nel 1992 da Marcel e Monique Odier. quest'ultima era composta da un gruppo di eminenti specliasti, il quale comprendeva eminenti personalità come il biologo Rémy Chauvin ed il fisico Olivier Costa de Beauregard.

### Principi direttivi
Le attività della Fondazione ISSNOE sono strutturate intorno ai seguenti punti:
- studi scientifici e comparativi di stati alterati di coscienza[H 2][H 3] (SAC);
- decodifica analitica degli esperimenti di quasi-morte cui fanno riferimento gli acronimi EMI o, più comunemente, NDE per l'esperienze ai confini della morte[H 4][H 5]
- ricerca utilizzando un insieme ottimizzato di test mirati, tra gli altri segmenti target:
- cercare di comprendere meglio la natura fondamentale delle percezioni extrasensoriali (PES);
- decifrare le idiosincrasie che portano alla comparsa di fenomeni di disincarnazione noti come esperienze extracorporee o OBE.[H 6][H 7][H 1]

### Risultati
Il risultato di questo lavoro è riassunto in due libri pubblicati sotto l'egida della Fondazione ISSNOE:
- États modifiés de conscience — NDE, OBE et autres expériences aux frontières de l’esprit: témoignages, recherches, réflexions et perspectives 
 Stati di coscienza modificati —  NDE,  OBE ed altre esperienze alle frontiere della mente: testimonianze, ricerche, riflessioni e prospettive

2018: 
- Voyage aux confins de la conscience: dix années d’exploration scientifique des sorties hors du corps. Le cas Nicolas Fraisse, prefazione di Frédéric Lenoir 
Un viaggio ai limiti della coscienza: dieci anni di esplorazione scientifica delle esperienze extracorporee. Il caso Nicolas Fraisse

### Simposi

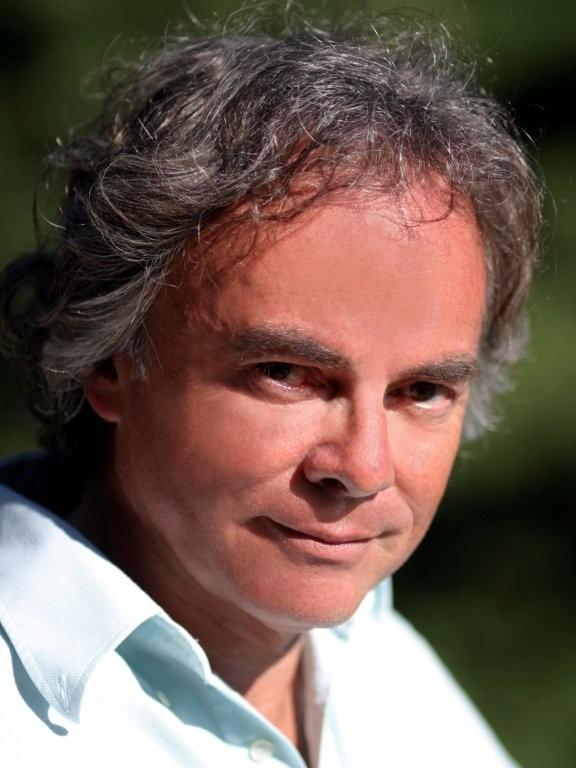
Il dottor Jean-Jacques Charbonier, anestesiologo e medico in terapia intensiva, fondatore della TCH, è ospite presso la sede centrale dell'ISSNOE, dove tiene seminari di formazione e workshop sulla "transcomunicazione ipotonica" (TCH)..

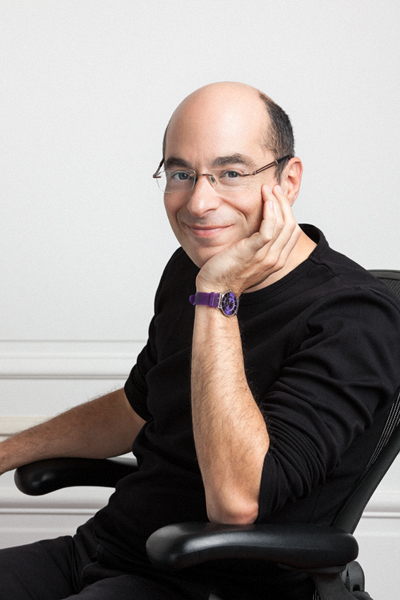
Bernard Werber tiene seminari di scrittura presso l'Istituto Svizzero di Scienze Noetiche — ISSNOE — Noêsis.

Issnoe concentra la sua attività anche su specifiche conferenze e workshop tenuti da ricercatori, filosofi, fisici, psicologi e medici prodromi i cui approcci integrativi affrontano il tema del lutto in un senso olistico che permette di delineare gli inizi di una possibile "sopravvivenza dell'anima" o addirittura una possibile forma di perpetuazione della coscienza al di là del solo substrato carnale.
Tra gli oratori citati vi erano le seguenti personalità:
- il professore di Emergenza e Azione Umanitaria Piero Calvi-Parizetti
- l'anestesista e medico di terapia intensiva Jean-Jacques Charbonier
- l'ex reporter di guerra, poi regista e scrittore Stéphane Allix
- il filosofo, sociologo e storico delle religioni Frederic Lenoir[H 9][H 10][H 11]
- il medico-psichiatra e psicoterapeuta Olivier Chambon
- l'anestesista e rianimatore Jean-Pierre Postel
- l'etnomusicista Corine Sombrun
- il fisico Philippe Guillemant
- il sinologo Cyrille Javary
- lo scrittore Bernard Werber

## Opere

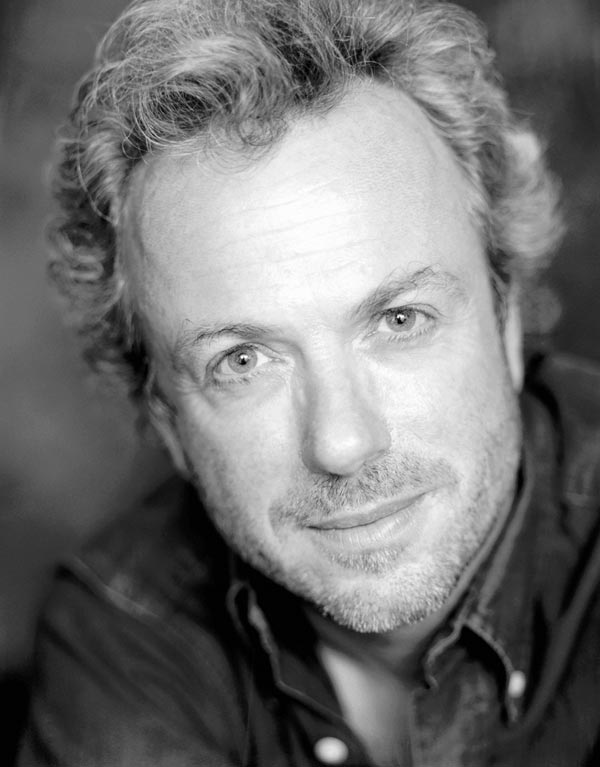
Frédéric Lenoir, filosofo, sociologo e storico della religione, ha scritto una prefazione a uno dei libri che raccontano il lavoro scientifico dell'Institut suisse des sciences noétiques — ISSNOE — Noêsis.

- (FR) Sylvie Déthiollaz, Claude Charles Fourrier, États modifiés de conscience — NDE, OBE et autres expériences aux frontières de l’esprit : témoignages, recherches, réflexions et perspectives, 4ª ed., Lausanne, Paris, éditions Favre, 2017  [mai 2011, OCLC 755981709 e 718689535], ISBN 2-8289-1123-3, OCLC 993880968, bnf:42468713 . [“Stati di coscienza modificati — NDE, OBE e altre esperienze alle frontiere della mente: testimonianze, ricerche, riflessioni e prospettive”]
- (FR) Emmanuel Ransford, Olivier Chambon, Tom Atham, L'homme quantique : vers une nouvelle compréhension de nos potentiels de guérison, préface : Sylvie Dethiollaz, Le Grand Livre du mois, éditions Trédaniel, 2017, ISBN 2-8132-1665-8, OCLC 1030614494.
- (FR) Sylvie Dethiollaz et Claude Charles Fourrier, avec la collaboration de Julie Klotz, Voyage aux confins de la conscience : dix années d’exploration scientifique des sorties hors du corps. Le cas Nicolas Fraisse, préface : Frédéric Lenoir, Paris, éditions Trédaniel & France Loisirs, 2018  [2016, OCLC 1078372759], ISBN 978-2-298-14359-1, OCLC 1078372759, bnf:45608165 . [“Un viaggio ai limiti della coscienza: dieci anni di esplorazione scientifica delle uscite dal corpo. Il caso Nicolas Fraisse”]

## Fonte

### Videografia

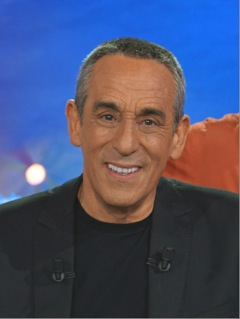
25 marzo 2017: il canale televisivo francese C8 trasmette un'intervista tra Thierry Ardisson e Sylvie Dethiollaz di fronte al suo "sperimentatore" ISSNOE — Nicolas Fraisse — nell'ambito del programma settimanale Salut les terriens!.

- (FR) Je suis revenu de l’au-delà, in Faut pas croire, 12 marzo 2011. Débat présenté par Christophe Boisset avec: Sylvie Déthiollaz, docteur en biologie moléculaire, fondatrice Centre d’étude et de recherche noétiques Noêsis; Michel Fontaine, frère dominicain, théologien, infirmier, docteur en sciences sociales.
- (FR) Aux frontières de la conscience [collegamento interrotto], in 36.9°, présentation : Isabelle Moncada ; réalisation : Vanessa Goetelen & Jean-Daniel Bonnenblust, 23 gennaio 2014.
- (FR) Frédéric Lenoir e Jean Staune, Colloque international : la conscience et l’invisible, Évoquation du colloque avec mention des intervenants : Raymond Moody, Eben Alexander, Emmanuel Ransford, Patrick Theillier, Frédéric Lenoir, Sylvie Déthiollaz, Nicolas Fraisse, Claude Charles Fourrier, UIP : université interdisciplinaire de Paris, 25 novembre 2016. Présentation
- (FR) Thierry Ardisson, Sortir de son corps, un phénomène objectivable (OBE), in Salut les terriens !, entretien avec Nicolas Fraisse et Sylvie Dethiollaz, C8, groupe Canal+, CStar, 25 marzo 2017.
- (FR) Claude Corse, Entretien exclusif avec Nicolas Fraisse, in La science aux confins de la conscience, Des expérience de hors-corps : décorporations depuis l'enfance — Nicolas Fraisse pratique des expériences de sortie de corps à l'Institut suisse des sciences noétiques (Issnoe – Noêsis) de Genève dirigé par Sylvie Déthiollaz, vol. 2, Alternative Studio, febbraio 2017.
- (FR) Retour sur dix années de recherche sur les sorties hors du corps : hallucination ou réalité ?, in Colloque international sur la conscience et l’invisible, maison de la Mutualité, UIP : université interdisciplinaire de Paris, 4 febbraio 2017. durée: 01:15:04. Présentation de Jean Staune; intervenants: Frédéric Lenoir, Sylvie Déthiollaz, Nicolas Fraisse, Claude Charles Fourrier
- (FR) G. Gilbert, N. Salem, S. Langlais, P. Gibault et J. Le Roux, présentation : Catherine Matausch, Au-delà du réel : Nicolas Fraisse — étude en double aveugle sur les expérience de hors-corps OBE NDE EMI, in 19/20 national, France 3, France Info, 5 febbraio 2017., cf. minutage 16:30 à 18:57
- (FR) Sophie Davant, David Galley, Nicolas Fraisse : l’homme qui sort de son corps, in C’est au programme, Mystères, France 2, France Télévisions, mars 2017.

### Radiofonia
- (FR) États modifiés de conscience, in Babylone, Espace 2, Radio télévision suisse, 5 maggio 2011. Pour évoquer ce sujet, [...] Sylvie Déthiollaz, scientifique, et Claude Charles Fourrier, thérapeute, fondateurs du Centre Noêsis à Genève [...], Bertrand Méheust, anthropologue et historien de la psychologie, et Charles Genoud, maître de méditation. Un documentaire de Jean-Marc Falcombello.
- (FR) Comment la scientifique Sylvie Déthiollaz analyse les sorties de corps de Nicolas Fraisse, Nicolas Fraisse, Sylvie Déthiollaz, et Claude-Charles Fourrier témoignent sur BTLV, BTLV Media, 27 giugno 2017.

## Bibliografia

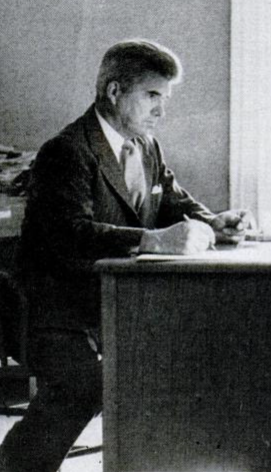
Joseph Banks Rhine : pioniere nel campo dei protocolli statistici dedicati allo studio delle percezioni extrasensoriali e della psicocinesi, autore del libro Extra-sensory Perception.

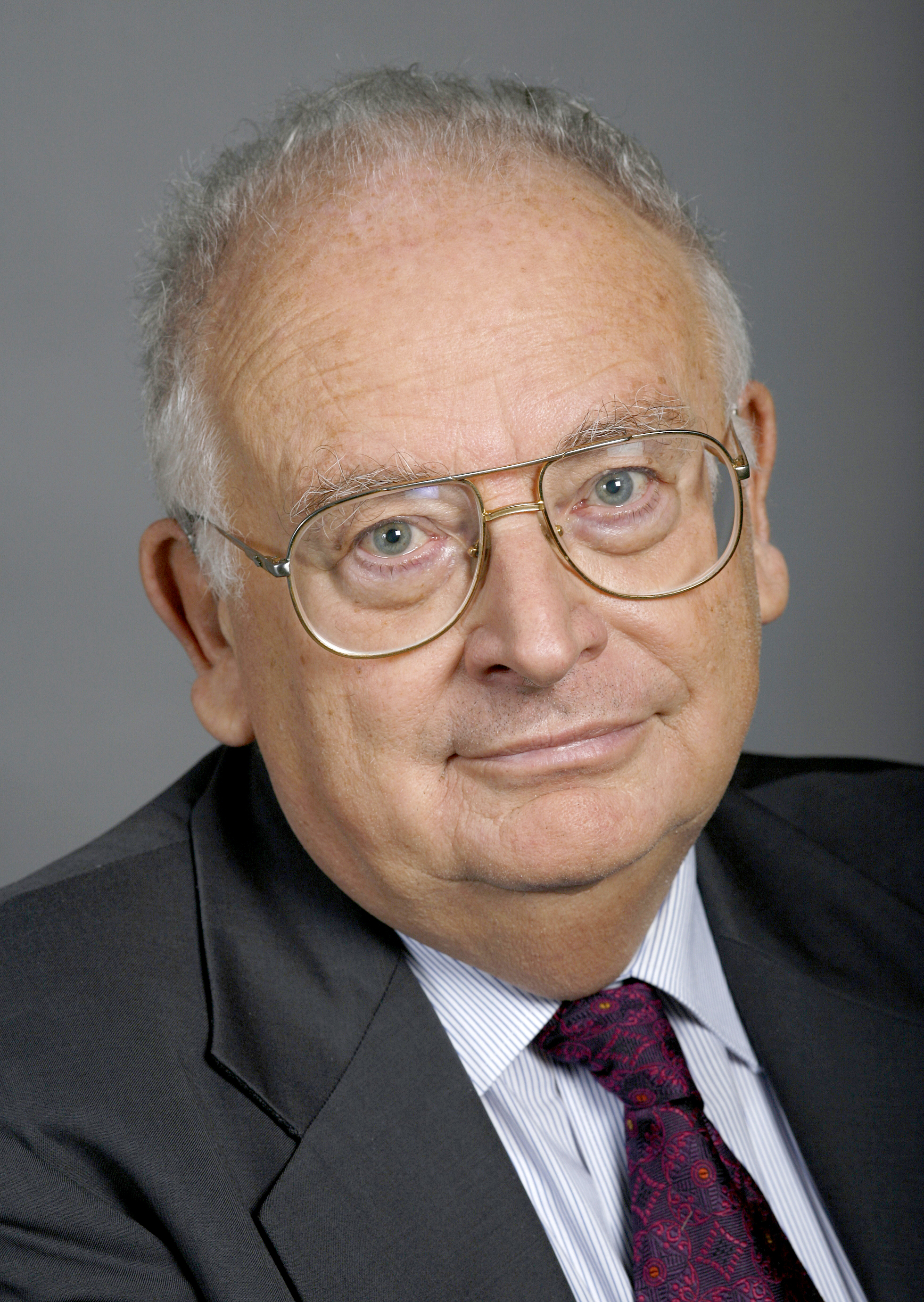
Jacques Neirynck, autore dell'opuscolo Tout savoir sur le cerveau et les dernières découvertes sur le Moi.

### Miscellaneo
1. ↑  (EN) Olivier Costa de Beauregard, Wavelike Coherence and CPT Invariance: Sesames of the Paranormal (PDF), in Journal of Scientific Exploration, vol. 16, n. 4, Fondation Louis Dr Broglie, 75012 Paris — fondation Odier de psycho-physique, 1223 Cologny – Genève, 2002,  pp. 651-654. Commentary
2. ↑  (FR) Olivier Costa de Beauregard, Bref commentaire sur la réfutation expérimentale de la multisimultanéité, in Bulletin de la fondation Odier de psycho-physique, n. 4, novembre 2002,  pp. 79-82. Brief comment on the experimental disproof of multisimultaneity
3. ↑  (FR) Monique Odier, Interview d’Olivier Costa de Beauregard, in Bulletin de la fondation Odier de psycho-physique, n. 4, novembre 2002,  pp. 83-98. Interview with Olivier Costa de Beauregard by Monique Odier
4. ↑  (FR) La parapsychologie en deuil, in Bulletin Métapsychique, n. 1, Institut métapsychique international, febbraio 2007.